# Philip Goodrich
Philip Harold Ernest Goodrich (* 2. November 1929; † 22. Januar 2001) war ein britischer Theologe und Bischof der Diözese Worcester in der Church of England.
Philip Goodrich besuchte die Stamford School in Stamford. Nachdem er seinen Militärdienst abgeleistet hatte, studierte er am St John’s College an der Universität Cambridge. Seine Ausbildung zum Priester erhielt er am Ripon College Cuddesdon in Cuddesdon. Von 1954 bis 1957 hatte er eine Stelle als Priester in Rugby und kehrt dann an als Geistlicher an das St John’s College nach Cambridge zurück. 1961 übernahm er eine Priesterstelle in South Ormsby in Lincolnshire, von dort wechselte er 1968 auf eine Stelle in Bromley.
1974 wurde er als „Bischof von Tonbridge“ Suffraganbischof in der Diözese Rochester. 1982 wurde er zum Bischof von Worcester ernannt. In dieser Funktion wurde er 1987 Mitglied des House of Lords, das er mit seinem Eintritt in den Ruhestand 1996 verließ.
Über die Kirche hinaus wurde Goodrich bekannt, als er 1992 sich zusammen mit 40 weiteren Bischöfen zu einem Buch bekannte, in dem der Handel und das Tragen von Pelzen als grausam gebrandmarkt und abgelehnt wurde. Auf den Hinweis hin, dass Bischöfe bei der Eröffnung des Parlamentes Roben mit Pelzkragen trügen, bemerkte er, was für ein „Humbug“ er doch sei, man könne keine absoluten Positionen im Leben einnehmen. Ebenfalls 1992 beschuldigte er Fernsehstars, die traditionellen Familienwerte, für die er sich einsetzte, zu untergraben. Er war ein Gegner der Adoption von Kindern durch homosexuelle Paare.
Philip Goodrich war seit 1960 verheiratet und das Ehepaar hatte vier Töchter.

## Sonstige Veröffentlichungen
- Faith and Reason: A home for love in all its forms: The Bishop of Worcester, the Right Rev Philip Goodrich, argues that in the Year of the Family there has been too little discussion of the role and benefits of the married family Artikel von Philip Goodrich in: The Independent, 24. September 2004, abgerufen am 1. September 2013.

- Philip Goodrich im Hansard (englisch)

| Vorgänger    | Amt                             | Nachfolger     |
| ------------ | ------------------------------- | -------------- |
| David Halsey | Bischof von Tonbridge 1973–1982 | David Bartleet |
| Robin Woods  | Bischof von Worcester 1982–1997 | Peter Selby    |

| Personendaten    | Personendaten                                                |
| ---------------- | ------------------------------------------------------------ |
| NAME             | Goodrich, Philip                                             |
| ALTERNATIVNAMEN  | Goodrich, Philip Harold Ernest                               |
| KURZBESCHREIBUNG | britischer anglikanischer Theologe und Bischof von Worcester |
| GEBURTSDATUM     | 2. November 1929                                             |
| STERBEDATUM      | 22. Januar 2001                                              |